# Marcin Babuchowski
Marcin Babuchowski (ur. 8 czerwca 1984 w Łodzi) – polski pływak. Wielokrotny medalista i rekordzista Polski seniorów. Specjalizacja- styl motylkowy, dowolny i grzbietowy. Uczestnik Mistrzostw Europy (5x), Mistrzostw Świata (1x), Uniwersjady (2x).Trenował w klubie MKS Trójka Łódź 1991-2012 r. Jego trenerem był między innymi Maciej Hampel, Krzysztof Cheliński, Marek Młynarczyk, Bartosz Kizierowski. Uzyskał tytuł magistra na wydziale pedagogicznym na Uniwersytecie Łódzkim, specjalność Wychowanie Fizyczne i Zdrowotne. Jest synem siatkarza, reprezentanta Polski - Bartłomieja Babuchowskiego. Trener olimpijczyka z Rio 2016, oraz wielu medalistów Mistrzostw Polski Seniorów w klubie AZS UŁ PŁ.
Założyciel szkoły pływania w Łodzi - Professional Swimming Academy (2014) .

## Imprezy
- Mistrzostwa Polski
- Mistrzostwa Europy na krótkim basenie (Helsinki 2006, Debreczyn 2007, Rijeka 2008), (Szczecin 2011)
- Letnia Uniwersjada 2007 w Bangkoku, Letnia Uniwersjada 2009 w Belgradzie
- Mistrzostwa Europy (Budapeszt 2006)
- Mistrzostwa Świata (Rzym 2009)

## Rekordy Polski Seniorów
Basen 25 metrowy:
- 10.12.2006 r.- Helsinki - 50 mot -0:23,97
- 14.12.2008 r.- Rijeka – 50 mot -0:23,76
- 14.12.2008 r.- Rijeka – 50 mot -0:23,59
- 20.12.2008 r.- Warszawa – 100 mot -0:51,60
- 27.11.2009 r.- Gorzów - 50 mot -0:23,38
- 26.11.2009 r.- Gorzów - 100 mot -0:50,80
- 29.11.2009 r.- Gorzów – 50 mot -0:23,28
- 29.11.2009 r.- Gorzów – 50 mot -0:23,10

Basen 50 metrowy:
- 25.05.2009 r.- Ostrowiec – 100 mot – 0:52,60
- 25.05.2009 r.- Ostrowiec – 50 mot – 0:24,39